# Phil Lasley
Phelbert „Phil“ Lasley III (* 27. März 1940) ist ein US-amerikanischer Jazz-Saxophonist (Alt und Tenor), der meist in der Musikszene von Detroit arbeitete.

## Leben und Wirken
Lasley wuchs in einer musikalischen Familie auf; wie auch seine Mutter spielte seine Schwester Nettie Piano und sang, seine beiden Brüder Larry und Ben spielten ebenfalls Klavier; Larry sammelte erste Erfahrungen auf dem Altsaxophon seines Vaters.  Während seiner Highschoolzeit lernte er den Pianisten Kenny Cox kennen, mit dem er eine Band gründete. Er arbeitete außerdem mit seinem Schulfreund Donald Walden. Nach dem Schulabschluss arbeitete er als professioneller Musiker mit dem Ralph Kirk Quartet, das in lokalen Detroiter Clubs und Bars auftrat, u. a. mit dem Pianisten Billy Taylor. In New York arbeitete er ab 1958 in der dortigen Jazzszene u. a. mit Hank Mobley, für den er auch komponierte (Henry Earl Spirit), in der New Yorker Free-Jazz-Szene mit Cecil Taylor und Sunny Murray, außerdem gehörte er einer kurzlebigen Bigband um Wendell Marshall, Al Grey, Julius Watkins, Thad Jones und Ben Webster an. Im Hauptberuf war er als Begleitmusiker von Popmusikern tätig. Er arbeitete u. a. ab 1962 mit Chuck Jacksons Begleitband unter Leitung von Bobby Scott. Wegen eines Drogendelikts wurde er in den 1960er-Jahren inhaftiert und verbüßte eine einjährige Gefängnisstrafe in Rikers Island. 1967 kehrte er nach  Detroit zurück und spielte in der Begleitband von Aretha Franklin, mit der er schließlich erneut nach New York kam.
In den folgenden Jahren spielte er u. a. mit Sam Rivers, Tommy Turrentine, Walter Bishop junior und verschiedenen Latin-Bands. Daneben unterrichtete er im Greenwich House of Music und leitete mit seiner Frau Trudy den Jazzclub Omar’s in Greenwich Village. 1978 trat er mit eigenem Trio im Club The Ladies’ Fort auf. 1981 kehrte das Paar nach Detroit zurück, wo er sich mit Tagesjobs durchschlug und nebenberuflich als Jazzmusiker auftrat, u. a. mit dem Teddy Harris Quartet in der BoMac’s Lounge. Mit einer eigenen Band und mit Roy Brooks trat er Mitte der 80er-Jahre auf dem Montreux-Detroit Jazz Festival (dem späteren Detroit International Jazz Festival) auf.  Phil Lasleys Spiel war zunächst von Altsaxophonisten wie Tab Smith, Earl Bostic und Louis Jordan, später von Jackie McLean beeinflusst.
Im Bereich des Jazz war er zwischen 1982 und 2000 an fünf Aufnahmesessions beteiligt.

## Diskographische Hinweise
- Roy Brooks: The Montreux/Detroit Collection, Vol. 1 (1982)
- Phil Lasley feat. John Hicks/Rodney Whitaker: JASI (1996)